# Heinrich Sahm
Heinrich Sahm (ur. 12 września 1877 w Anklam, zm. 3 października 1939 w Oslo) – niemiecki polityk, prezydent Senatu Wolnego Miasta Gdańska.

## Życiorys
Z wykształcenia prawnik. W latach 1912–1919 pełnił funkcję wiceburmistrza Bochum, a w międzyczasie (1915–1918) pracował także w okupacyjnym zarządzie miasta Warszawy jako dyrektor gabinetu prezesa policji. Z racji pełnienia funkcji w okupacyjnej administracji Warszawy został przez władze polskie umieszczony na liście przestępców wojennych.
W 1919 przybył do Gdańska i objął stanowisko nadburmistrza miasta, a w latach 1920–1930 pierwszego w historii prezydenta Senatu WM Gdańska (bezpartyjny). Był zwolennikiem wcielenia Gdańska do Rzeszy, bardzo zabiegał o umocnienie więzów politycznych i gospodarczych z Niemcami. Starał się prowadzić politykę ponadpartyjną, co doprowadzało do konfliktów ze skrajnymi organizacjami.
Od 1931 nadburmistrz Berlina. Dążąc do opanowania zamieszek i walk między nazistami i komunistami wprowadził do stosowania prototypowe polewaczki na bazie ciężarówek Mercedesa, które opracowali berlińscy policjanci i strażacy. Pojazdów używano aż do przejęcia władzy przez nazistów, nieustannie usiłując je udoskonalić.
Od kwietnia 1933 członek NSDAP. 9 grudnia 1935 na stanowisku nadburmistrza Berlina zastąpił go komisaryczny nadburmistrz Oskar Maretzky. W latach 1937–1939 ambasador Rzeszy w Oslo. Pochowany na cmentarzu Berlin-Dahlem.
Od imienia Heinricha Sahma pochodzi nazwa żurawia pływającego Długi Henryk, znajdującego się do 1945 w gdańskiej stoczni Schichaua.